# Língua yakkha
Yakkha é uma língua falada em partes de Nepal, de Darjeeling e Siquim (Índia). As aldeias de língua Yakkha estão localizadas a leste do rio Arun, na parte sul do distrito Sankhuwasabha e na parte norte do distrito de Dhankuta do Nepal. Cerca de 14 mil ainda falam a língua, dentre os 17 Yakkha étnicos no Nepal.  Genealogicamente, Yakkha pertence à família das Kiranti Orientais e está num um subgrupo com várias línguas Limbu, por exemplo,  Belhare,  Athpare,  Chintang e  Chulung. Etnicamente, no entanto, o povo Yakkha se percebe como distinto dos outros grupos Kiranti, como os Limbu. 

## Dialetos
Mugali é falado entre Mugakhola e Sinuwakhola nas margens orientais do Rio Arun em Dhankuta, Província No. 1, Nepal, nas aldeias Muga, Pakhribas e Phalate.
Phangduwali é falado acima das cabeceiras de Mugakhola em Pakhribas, Dhankuta, Província No. 1, Nepal.
Lumba-Yakkha é falado em Arkhaule Jitpur e Marek Katahare, norte do distrito de Dhankuta, Província No. 1, Nepal.

## Morfologia
Yakkha tem uma rica morfologia nominal e verbal. Os substantivos se flexionam para o caso e o número. Verbos flexionam para pessoa, número (singular, dual, plural / não singular), negação, várias categorias no domínio do tempo verbal, aspecto e modo. Em verbos transitivos, tanto o ator quanto o sofredor são co-referenciados no verbo. A categoria inclusivo / exclusivo é encontrada na morfologia verbal e nos pronomes e prefixos possessivos.

### Pronomes
Os pronomes yakkha distinguem entre singular, número dual e plural, os pronomes possessivos também distinguem entre inclusivo e exclusivo do destinatário. A terceira pessoa possui apenas formas singulares e não singulares. Os pronomes possessivos foram desenvolvidos a partir dos pronomes pessoais e do marcador do caso genitivo  -ka . Os prefixos possessivos são, obviamente, pronomes possessivos gramaticalizados, que podem ser usados em lugar dos pronomes possessivos, por exemplo, pode-se dizer  akka paŋ  ou  a-paŋ , ambos significando "minha casa". Os sons representados por / N / na tabela são nasais não especificados.
|           |                   | Pronome Pessoal | Pronome Possessivo | Prefixo Possessivo |
| --------- | ----------------- | --------------- | ------------------ | ------------------ |
| 1ª Pessoa | singular          | ka              | akka               | a-                 |
| 1ª Pessoa | Dual exclusivo    | kanciŋ          | anciŋga            | anciŋ-             |
| 1ª Pessoa | Dual inclusivo    | kanciŋ          | enciŋga            | enciŋ-             |
| 1ª Pessoa | Plural exclusivo  | kaniŋ           | aniŋga             | aniŋ-              |
| 1ª Pessoa | plural, inclusivo | kaniŋ           | eŋga               | eN-                |
| 2ª pessoa | singular          | nda             | ŋga                | N-                 |
| 2ª pessoa | dual              | njiŋda          | njiŋga             | njiŋ-              |
| 2ª pessoa | plural            | nniŋda          | nniŋga             | nniŋ-              |
| 3ª pessoa | singular          | uŋ              | ukka               | u-                 |
| 3ª pessoa | não singular      | uŋci            | uŋciga             | uŋci-              |

### Interrogativos e indefinidos
Yakkha tem os seguintes  pronomes interrogativos e outros interrogativos:  isa  "quem",  i / ina  "o que",  iya  "o quê" (se muitos itens ou incontáveis são solicitados),  hetna  "que",  imin  "como",  ijaŋ  "por que",  hetne  "onde",  hetniŋ  "quando" .
Se um determinado item for solicitado,  ina  será usado, mas se um evento estiver em questão, a raiz  i  ocorre sem morfologia adicional, por exemplo,  i leksa?  "O que aconteceu?". A reduplicação dos pronomes pode resultar em referência indefinida, por exemplo,  hetniŋ hetniŋ  "algum dia".

### Casos
Yakkha distingue o não marcado caso absolutivo dos casos ergativo  -ŋa , o genitivo  -ka / -ga , o  locativo  -pe / -be , o ablativo caso  -bhaŋ  e o comitativo  -nuŋ , e o instrumental caso  -ŋa .
- O absolutivo marca sujeitos de verbos intransitivos e objetos de verbos transitivos. Em algumas classes de verbos (no sentido de classes de valência), os objetos são marcados com um locativo ou um instrumental. O ergativo marca os agentes dos verbos transitivos, exceto os pronomes de primeira e segunda pessoa, que estão no nominativo não marcado. Exemplos para casos absolutos e ergativos (argumentos abertos são frequentemente omitidos no discurso natural, mas os exemplos os contêm para ilustrar o caso):

```
 ka khemeŋna 
 "Eu vou"
```

 uŋ - ŋa uŋ tundwana  "ele o entende"
- Como em muitas outras línguas Kiranti, existe um  sincretismo ergativo-instrumental, já que ambos os casos são marcados por  -ŋa . O instrumental é usado para marcar instrumentos em um sentido amplo, e também para referência temporal:

 luŋkhwak - ŋa  "com / por meio de uma pedra" (pedra-INS)
 khiŋ-belaʔ - ŋa  "thesedays" (desta vez-INS)
- O genitivo, marcado por  -ka / -ga  marca o item possuído em construções possessivas e materiais:

 ak - ka niŋ  "meu nome" (I-GEN (prefixo-) nome)
 siŋ - ga saŋghoŋ  "banco de madeira" (banco de madeira GEN)
- O locativo marca locais e objetivos de movimento e transferência:

 khorek - pe cuwa  "(Há) cerveja em uma / na tigela." (cerveja tigela-LOC)
- O comitativo marca o acompanhamento por alguém ou por algo. Também adverbiais e orações adverbiais podem ser construídas com o comitativo.

 nda - nuŋ  "com você"
 suha - nuŋ' '  "azedo" (em uso adverbial, por exemplo, gosto azedo)

### Verbos
- A morfologia verbal é muito complexa, o que é uma característica típica das línguas Kiranti. O esboço fornecido aqui fornece uma imagem simplificada. A morfologia verbal é predominantemente representada por sufixos, mas existe um espaço para prefixos, que é preenchido com uma nasal não especificado que codifica a terceira pessoa do plural ou a negação.
- Pessoa e número de autor e passivo são indicados no verbo, e esses afixos podem diferir de acordo com o papel semântico de seu referente. Por exemplo, o sufixo  -ka / -ga  codifica a segunda pessoa ("você"), independentemente da função semântica]], enquanto o sufixo  -m  codifica apenas (primeira e segunda pessoa) agentes, e o sufixo  -u  codifica apenas a terceira pessoa passiva. Existem sincretismos, por exemplo, o já mencionado sufixo  -m , que significa concordância com a primeira e a segunda pessoa do plural (agente). Algumas relações são codificadas por um morfema palavra-valise, por ex. a primeira pessoa agindo na segunda é codificada por '-nen' (ou seja, "Eu entendo / ligo / beijo etc. você"), complementado por sufixos de número, se necessário.
- Outra característica típica da morfologia verbal Kiranti é a cópia de nasais em finais de sílaba na cadeia de sufixos de um verbo finito. Por exemplo, a forma negada de  tum-me-ŋ-cu-ŋ-ci-ŋa  "nós (dual, excl) os entendemos" é  n-dum-me -  'n'  -cu -  'n'  - ci-ŋa -  'n'  - na , onde o marcador de negação  -n  é copiado várias vezes.
- Quanto ao tempo, o não passado é abertamente marcado por  -meʔ  ou  -wa . Ambos os sufixos têm sua origem em verbos lexicais gramaticalizados ("fazer" e "ser / existir", respectivamente). Eles ocupam diferentes posições no modelo de sufixo verbal. O passado é marcado pelo sufixo  -a , que costuma ser omitido para evitar hiatos nas sequências vocálicas subjacentes. O tempo perfeito é construído pela adição dos sufixos  -ma  ou  -uks  ao passado morfema, e o pretérito perfeito é construído pela adição posterior do sufixo  -sa  a este string de sufixo.
- Quanto ao modo, o imperativo também é codificado pelo sufixo  -a , por ex.  ab-a  "Venha!" Em verbos transitivos com um passivo de terceira pessoa, o sufixo aberto é  -u , e o sufixo imperativo não é realizado abertamente. O modo subjuntivo não tem marcador dedicado, é marcado precisamente pela ausência de qualquer coisa além da morfologia de concordância, por ex.  ciya hops-u-m?  "Vamos tomar chá?" (gole de chá-3P-1A). O modo subjuntivo também expressa advertências, sugestões e situações potenciais em alguns tipos de cláusulas subordinadas.

## Escrita
A língua Yakkha usa a escrita Devanagari

## Fonologia

### Vogais
Yakkha possui as cinco vogais  [a], [e], [i], [o], [u]. Não há vogais centrais como em outras línguas Kiranti. A variação entre vogais curtas e longas é possível, mas este não é um contraste fonêmico, porque nenhum par mínimo pode ser encontrado. Ditongos como  [oi̯], [ui̯], [ai̯] podem ser encontrados em algumas palavras como  uimalaŋ  "descida íngreme", ou a interjeição  hoiʔ  "Basta!".
|              | Anterior | Posterior |
| ------------ | -------- | --------- |
| Fechada      | i        | u         |
| Meio Fechada | e        | o         |
| Aberta       | a        |           |

### Consoantes
As consoantes são mostradas na tabela abaixo. As consoantes sonoras entre colchetes têm status duvidoso. Eles não são fonemas, porque nenhum par mínimo pode ser estabelecido. Mas eles também não são motivados por uma regra fonológica. Além disso, as consoantes expressas ocorrem apenas em algumas palavras, e algumas delas são empréstimos nepaleses. Exemplos com consoantes sonoras iniciais são  gogoba  (um inseto / verme),  gʱak  "todos",  jeppa  "realmente",  ɖaŋgak  "pau".
|             |              | Labial  | Alveolar | Pós-alveolar | Retroflexa | Palatal | Velar   | Glotal |
| ----------- | ------------ | ------- | -------- | ------------ | ---------- | ------- | ------- | ------ |
| Plosiva     | não aspirada | p (b )  | t (d )   |              | ʈ (ɖ )     |         | k (ɡ )  | ʔ      |
| Plosiva     | aspirada     | pʰ (bʱ) | tʰ (dʱ)  |              | ʈʰ (ɖʱ)    |         | kʰ (ɡʱ) |        |
| Africada    | não aspirada |         | t͡s       | (d͡ʒ)         |            |         |         |        |
| Africada    | aspirada     |         | t͡sʰ      |              |            |         |         |        |
| Fricativa   | Fricativa    |         | s        |              |            |         |         | h      |
| Nasal       | Nasal        | m       | n        |              |            |         | ŋ       |        |
| Aproximante | não aspirada | w       |          |              |            | j       |         |        |
| Aproximante | aspirada     | wʱ      |          |              |            |         |         |        |
| Vibrante    | Vibrante     |         | r        |              |            |         |         |        |
| Lateral     | Lateral      |         | l        |              |            |         |         |        |

Notas:
- Uma característica típica das línguas kiranti orientais é a fusão de obstruentes sonoras e mudas, e também Yakkha exibe esta característica. A sonoridade ocorre, entretanto, opcionalmente entre as vogais e depois das nasais. As obstruentes não aspiradas submetem-se a esta regra de vozeamento mais regularmente do que os obstruentes aspiradas. Existem consoantes vocalizadas que não são motivadas por uma regra fonológica, mas são raras.
- Outra característica do sistema de som Yakkha é a mudança de proto * / r / e * / R / para / y /, por ex. a palavra para sal é  yum  em Yakkha, mas  rum  em Puma (Kiranti Central) e  rɨm  em Dumi (Kiranti Ocidental).
- O rótico [r] não é encontrado inicialmente por palavra, mas em grupos [Cr] e na posição intervocálica, como em  makhruna  "preto" e  tarokma  "início".
- Vários processos morfofonológicos operam em Yakkha, de modo que as formas subjacentes não são fáceis de estabelecer. Muitos destes processos têm a ver com a substituição por uma nasal, e. em verbos compostos como  suncama  "coceira", os radicais verbais subjacentes são / sut / e / ca /. Para tomar um exemplo da inflexão, o verbo  sapthakma  "como" é flexionado como  sapthaŋmecuna  "eles (duais) gostam dele". Outros exemplos de processos morfofonológicos são a mudança de  et-se  subjacente para [esse] (que significa "para caçar peixes").
- Subespecificado prefixos  Nasais  assimila-se no local de articulação à consoante raiz inicial, por ex.  m-baŋ  "sua-casa", mas  n-quim  "sua-música".

"aka" meu

## Amostra de texto
घाक ओथोक चि चोननुङ नुङ तोक्लागा युक्थाम्बे वामानासोलोक निङवायोक नुङ इकले ङ्वाम्याहा। उङचि निङवा नुङ साघु तोक्साङन्दा यानेसाहा साहा ङवाम्याहा न्हाङ एको हेकोनाबे फुनुन्छागा बेभार चोक्माहा।
IPA
ɡʰak otʰokʌ tsi tsonʌnuŋʌ nuŋʌ toklaɡa juktʰambe wabanasolokʌ niŋʌwajokʌ nuŋʌ ikʌle ŋwamjaha. uŋʌtsi niŋʌwa nuŋʌ saɡʰu toksaŋʌnda janesaha saha ŋʌwamjaha nhaŋʌ eko hekonabe pʰununtsʰaɡa bebʰarʌ tsokmaha.
Português
Todos os seres humanos nascem livres e iguais em dignidade e direitos. Eles são dotados de razão e consciência e devem agir uns com os outros com espírito de fraternidade. (Artigo 1 da Declaração Universal dos Direitos Humanos)